# 그레이스 (가수)
그레이스(1992년 5월 27일 ~)는 대한민국, 미국의 가수다. 2016년 디지털 싱글 앨범 《I`m Fine》으로 데뷔했다.

## 방송
- 언프리티 랩스타 3 (2016) - Top8

## 공연
- 언프리티랩스타3 콘서트 (2016)

## 음반
| 발매일 | 앨범               | 가수명   |
| ------ | ------------------ | -------- |
| 2016   | 《I'm Fine》       | 그레이스 |
| 2016   | 《Trick or Treat》 | 그레이스 |
| 2017   | 《Zombie High》    | 그레이스 |
| 2018   | 《너 때문에》      | 그레이스 |